# Сабели
Сабелите (на латински: Sabelli) са били италийско племе в древна Централна и Южна Италия, в планинския район Самниум до Неаполитанския залив.
Те произлизат от сабините.
На техния език, оски, те сами се наричат в легендата си Safineis, гърците ги наричали Saunitai, а римляните Samnites. Тяхната столица е била Бовианум в източните Апенини.
През 5 век пр.н.е. се разпространяват в бреговата част на Кампания и подчиняват оските. До 420 пр.н.е. се настаняват в Капуа, Помпей и Кума и влизат в конфликт с римляните. 
354 пр.н.е. слкючват мирен договор с Рим и определят като гранична река р. Liris (дн. Garigliano). Малко след това избухва първата от трите самнитски войни (343 до 290 пр.н.е.), при която са изгонени от Кампания, но не губят самостоятелността си.
През 82 пр.н.е. те са победени от Сула, при което много от тях са избити, остатъкът е разпръснат из страната.